# Hemiphractidae
A Hemiphractidae (Hylidae) a kétéltűek (Amphibia) osztályába és a békák (Anura) rendjébe tartozó család.

## Elterjedés
Az ide sorolt fajok az Andok és a felső Amazonas-medence hegyi esőerdőiben honosak.

## Rendszerezés
A család tagjait a korábbi rendszertanok a levelibéka-félék (Hylidae) családjába, azon belül a Hemiphractinae alcsaládba sorolták. Később több, jelenleg más családokba sorolt nemmel együtt önálló családi rangra emelték Hemiphractidae néven. Egyes újabb rendszertanok ezen nemeket három külön családba sorolják, a Hemiphractidae családba mindössze egy nemet sorolnak:
- Hemiphractus Wagler, 1828

A Cryptobatrachidae átcsaládba sorolt nemek:
- Cryptobatrachus Ruthven, 1916
- Stefania Rivero, 1968

Az erszényesbéka-félék (Amphignathodontidae) családjába átsorolt nemek:
- Flectonotus Miranda Ribeiro, 1920
- Gastrotheca Fitzinger, 1843

Az, hogy melyik rendszerezés a leginkább helytálló, jelenleg is vita tárgya.